# Iglesia de St. Audoen, Dublin (Iglesia de Irlanda)
La Iglesia de St Audoen (  /ˈɔːdən/ ) es la iglesia de la parroquia de Saint Audoen de la Iglesia de Irlanda, ubicada al sur del río Liffey en Cornmarket en Dublín, Irlanda. La parroquia está en la diócesis de Dublín y Glendalough. Se encuentra cercana al centro de la ciudad medieval. St Audoen's es la iglesia parroquial más antigua de Dublín y todavía se usa como tal. Hay una iglesia católica del mismo nombre adyacente a ella.

## Iglesia
La iglesia lleva el nombre de St Ouen (o Audoen) de Rouen(Normandía), un santo que vivió en el siglo VII. La iglesia fue dedicada por los anglo-normandos, que llegaron a Dublín después de 1172. Fue erigida en 1190, posiblemente en el sitio de una iglesia más antigua dedicada a San Columcille, que databa del siglo VII. Poco después se alargó la nave (pero también se hizo más estrecha) y un siglo más tarde se añadió una capilla mayor.
En 1430 Enrique VI, Señor de Irlanda, autorizó la erección de una capilla aquí, para ser dedicada a Santa Ana. Sus fundadores y sucesores se denominarían Gremio o Fraternidad de Santa Ana, generalmente llamado Gremio de Santa Ana . Se instalaron seis altares separados en esta capilla, financiados por los feligreses más ricos. En 1485 Sir Roland Fitz-Eustace, Baron Portlester, erigió una nueva capilla junto a la nave, en agradecimiento por su salvación en un naufragio cerca del sitio.
Los turbulentos acontecimientos del siglo XVI tuvieron sus efectos en el mantenimiento de la iglesia y en 1630 se declaró  se encontraba en un estado decrépito. El arzobispo Lancelot Bulkeley se quejó de que "hay un gremio allí llamado St Anne's Guild que se ha tragado todos los medios de la iglesia" (aunque las capillas y los gremios fueron suprimidos durante la Reforma en Inglaterra, y el rey se hizo cargo de sus propiedades en Irlanda, los gremios sobrevivieron, con diversas vicisitudes, durante muchos años).

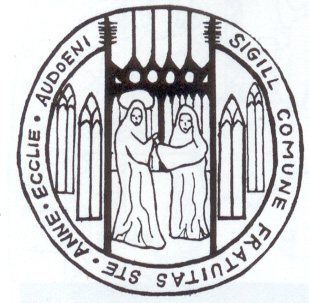
Sello del gremio de Santa Ana, 1599

Se hicieron grandes esfuerzos durante los años siguientes para reparar el techo, el campanario y los pilares del edificio, y se ordenó al gremio que contribuyera con su parte. Los fondos eran escasos: solo había dieciséis casas protestantes en la parroquia. En 1671, Michael Boyle, el primado de la Iglesia de Irlanda, ordenó que se cerrara el "molesto mercado de suero de leche" bajo St Audoen's. En 1673 se ordenó retirar las tumbas y lápidas de la iglesia "para preservar a los vivos de ser heridos por los muertos". El Gremio de Santa Ana, que había logrado ocultar sus extensas propiedades después de la Reforma, y que había permanecido bajo control católico, nunca entregó sus posesiones, a pesar de varias investigaciones y órdenes judiciales que duraron hasta 1702.
Aunque se llevaron a cabo muchas reparaciones en la iglesia y la torre a lo largo de los siglos, la financiación del mantenimiento de las estructuras siempre fue un problema, especialmente en los siglos XVIII y XIX. Para 1825, el edificio de la iglesia en sí estaba en un estado ruinoso (según lo informado por GN Wright ) y "muy pocos protestantes " permanecían en la parroquia. Como no se disponía de financiación para llevar a cabo reparaciones sustanciales, partes de la iglesia se cerraron y en otras se quitó la techumbre. Como consecuencia, muchas tumbas antiguas se derrumbaron gradualmente y los monumentos conmemorativos fueron retirados o quedaron ilegibles por la exposición a la intemperie.

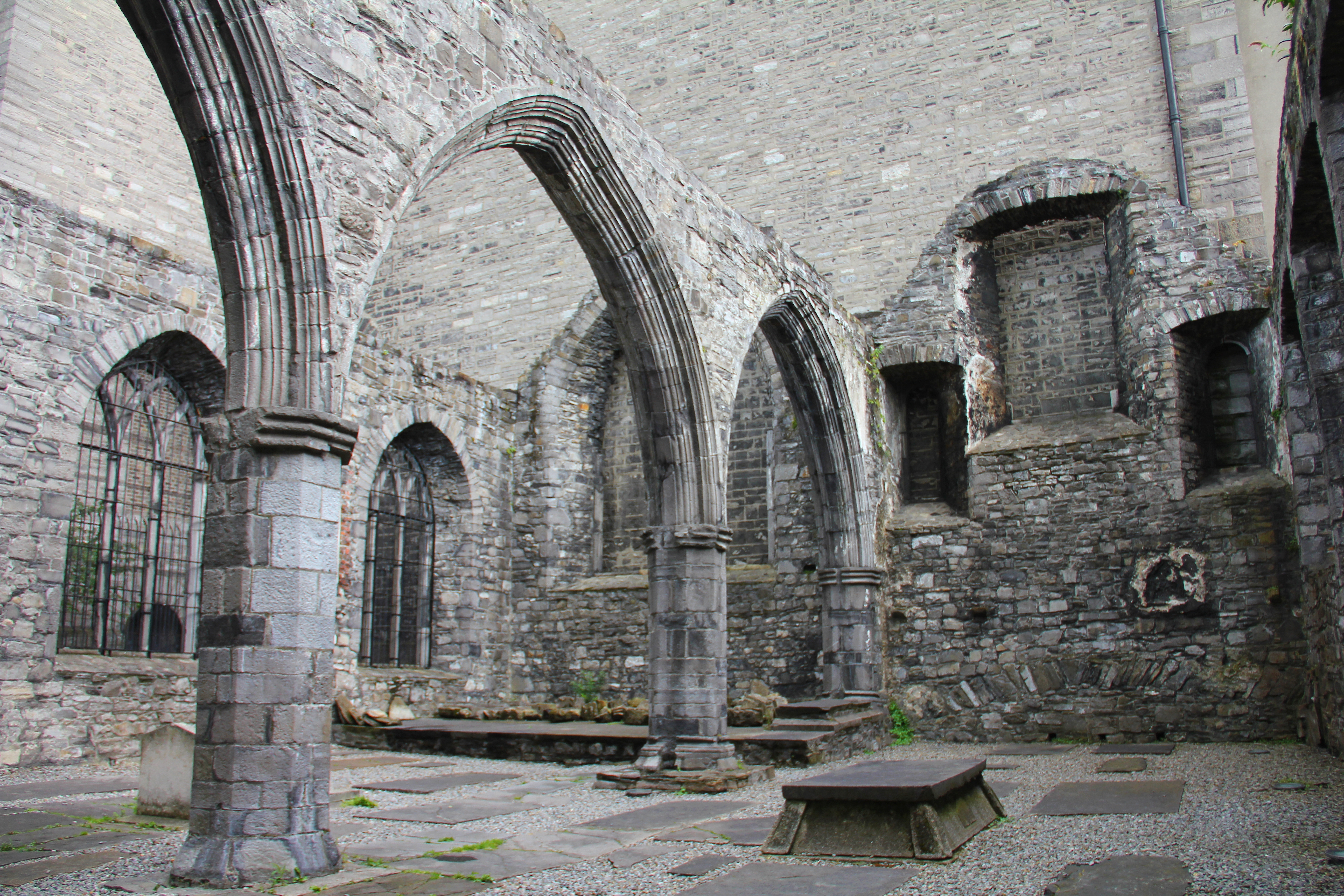
Capilla Portlester de la iglesia de St. Audoen, Cornmarket, en Dublin. Se encuentra sin techo desde 1773.

## Parroquia

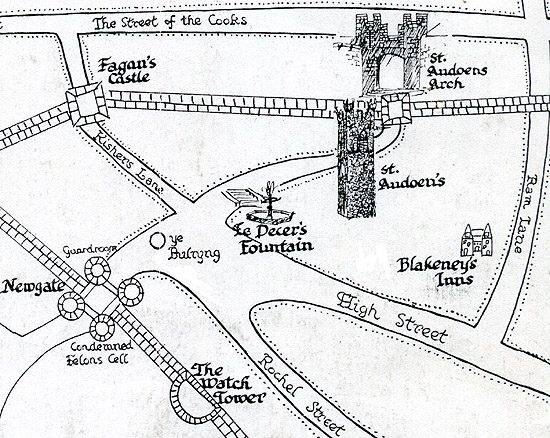
Iglesia y arco de St. Audoen (1400).

La parroquia de St Audoen fue una vez la más rica de la ciudad y la iglesia fue frecuentada en fiestas oficiales por el alcalde y la corporación. En su apogeo, la iglesia estuvo estrechamente relacionada con los gremios de la ciudad y "era considerada la mejor de Dublín por el gran número de regidores y cultos de la ciudad que vivían en la parroquia" ( Richard Stanihurst, 1568). El Gremio de Curtidores estaba ubicado en la torre y el Gremio de Panaderos (Gremio de Santa Ana ) en un "colegio" contiguo a la iglesia.
En 1467, St. Audoen's fue nombrado prebendado de la Catedral de St. Patrick por el arzobispo Michael Tregury.
En julio de 1536, George Browne llegó a Irlanda como arzobispo de Dublín y unos años más tarde impulsó enérgicamente los deseos de Enrique VIII de ser reconocido como líder supremo de la iglesia irlandesa. Alrededor de 1544, el vicario de St Audoen se convirtió en el candidato de la Corona. En 1547 la iglesia estatal que se estableció después de la Reforma inglesa (más particularmente, la conquista Tudor de Irlanda ), se apropió de los bienes de la parroquia.

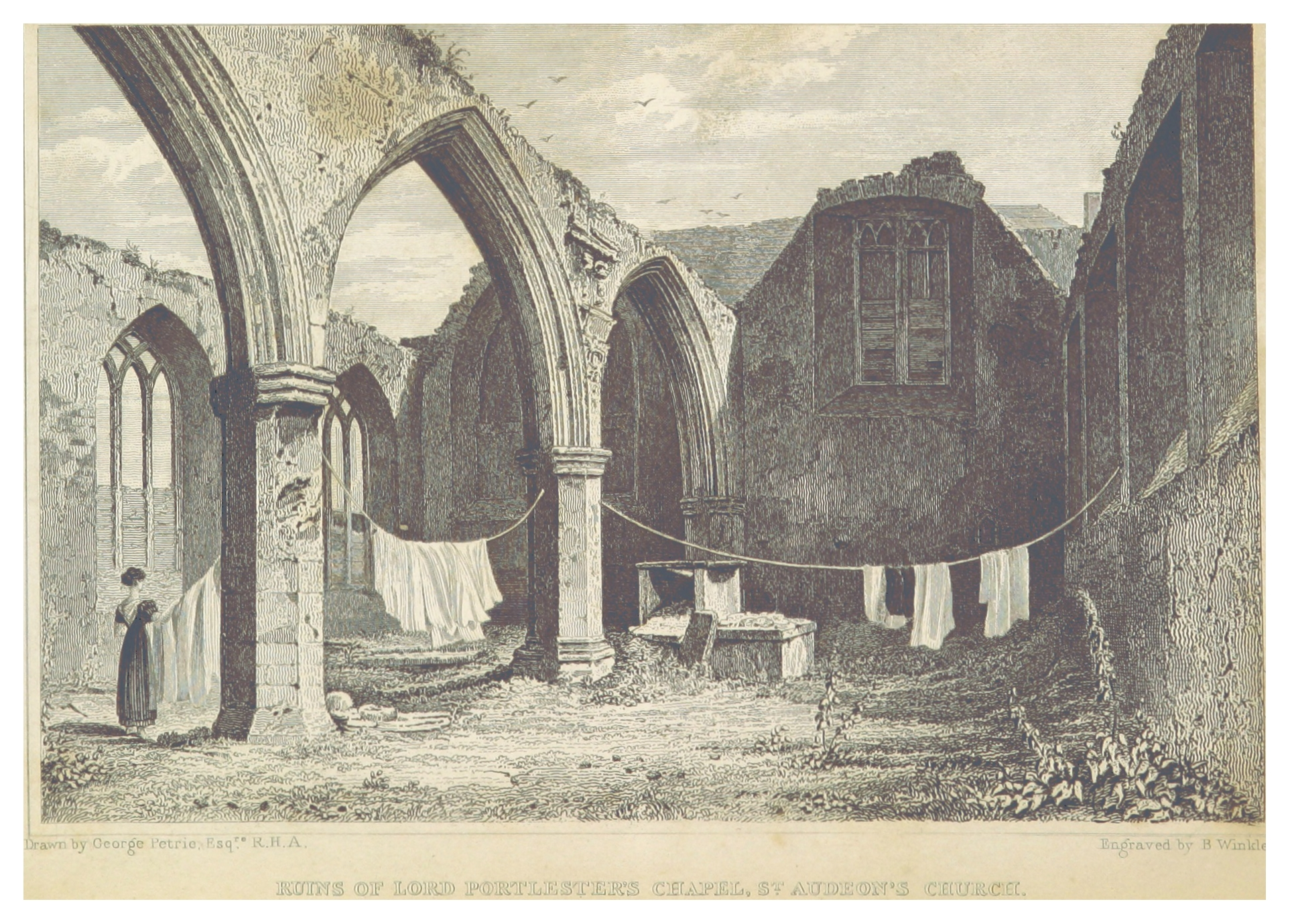
Dibujo de George Petrie, que muestra la capilla de Portlester en 1829, después de haber perdido su techo.

La reina María I, poco después de su acceso al trono en 1553, pomulgó la Carta de Restauración de la catedral de San Patricio. El Prebendado de St Audoen nombrado en esta Carta de Restauración fue, en 1555, Robert Daly. Sin embargo, cuando la reina Isabel I ascendió al trono, lo nombró obispo de Kildare . A partir de entonces, cesaron todas las ceremonias católicas en la iglesia.
Después de la Reforma, la mayoría de los feligreses permanecieron leales a la Iglesia católica y en 1615 se estableció la nueva parroquia católica de St Audoen. Sin embargo, los católicos se vieron obligados a celebrar sus servicios en secreto, principalmente en la cercana calle Cook. Más adelante se prohibió la celebración de misa, y los obispos y sacerdotes fueron deportados, encarcelados o ejecutados. Este período turbulento para los católicos duró hasta principios del siglo XIX. Mientras tanto, la iglesia, y ahora parroquia protestante, de St Audoen comenzó a declinar durante el siglo XVII. Hacia fines del siglo XVIII, siguiendo la tendencia de otras parroquias del centro de la ciudad, muchos de los residentes ricos de la parroquia se mudaron a los suburbios, un proceso que fue acelerado por el Acta de Unión. Los católicos pobres se trasladaron entonces a las casas así desocupadas, que se convirtieron en viviendas.
En 1813, la población de la parroquia era de 1993 hombres y 2674 mujeres, la mayoría de los cuales eran católicos.

## Restauración

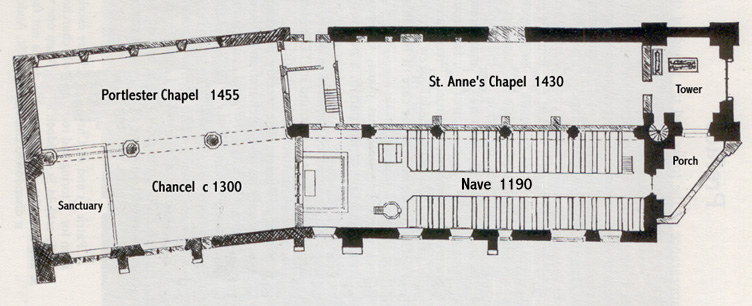
Plano de St. Audoen elaborado por Thomas Drew en 1866.

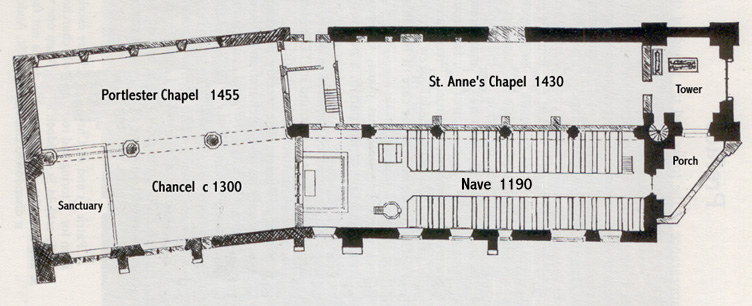
Plano revisado de la iglesia de St. Audoen resultado de estudios arquitectónicos en la década de 1990.

El arquitecto Thomas Drew, en 1966, fue el primero en llamar la atención sobre la importancia de la iglesia, arquitectónica e históricamente. Trazó planos detallados de la iglesia, por los que ganó un premio del Instituto Real de Arquitectos de Irlanda, llevó a cabo excavaciones y redactó un artículo sobre la iglesia y su historia. En un folleto publicado en 1873, el rector Alexander Leeper instó a renovar el techo y restaurar la iglesia.
En la década de 1980 se llevó a cabo una extensa restauración de la torre y las campanas. Unos años más tarde, la capilla de Santa Ana, que había perdido su techo y muchos monumentos, se volvió a techar y se convirtió en un centro de recepción de visitantes, que incluía una exposición sobre la historia de la iglesia.
Durante los trabajos de conservación que comenzaron en 1996, se llevó a cabo una excavación extensa de una pequeña sección de la iglesia, que arrojó nueva luz sobre los primeros días de la iglesia. Esto contribuyó en gran medida a la comprensión de la historia de la construcción de la iglesia. Los resultados detallados de este estudio se publicaron en una monografía en 2006.

## Memoriales
En el porche principal se guarda una lápida celta temprana conocida como la "Piedra de la Suerte" que se ha guardado aquí o en los alrededores desde antes de 1309. Se decía que tenía propiedades extrañas, y los mercaderes y comerciantes solían frotarlo para dar suerte. Se menciona por primera vez cuando John Le Decer, alcalde de Dublín, erigió una cisterna de mármol para suministrar agua potable en Cornmarket en 1309 y colocó esta piedra contra ella, para que todos los que bebieran de las aguas tuvieran suerte. La piedra fue robada en varias ocasiones, pero siempre encontró el camino de vuelta a este barrio. En 1826 desapareció durante veinte años, hasta que se encontró frente a la recién erigida Iglesia Católica en High Street .
En el porche de la puerta oeste se encuentran los monumentos del siglo XV de Sir Roland Fitz-Eustace, Lord Portlester, fallecido en 1496, y su esposa, Margaret (de soltera D'Artois). Fitz-Eustace fue Lord Teniente Diputado de Irlanda, luego Lord Canciller de Irlanda y finalmente Lord Alto Tesorero de Irlanda . Su negativa a entregar este último cargo provocó la ruptura con el rey y casi la guerra civil. Fue enterrado en Cotlandstown, condado de Kildare. Se dice que Peter Talbot, el arzobispo católico de Dublín, que murió en prisión en 1680, fue enterrado en secreto en las cercanías. Entre los enterrados en la iglesia se encuentran William Molyneux, su hermano Sir Thomas Molyneux y el hijo de Thomas Capel, Edward Parry, el obispo de Killaloe y sus hijos John Parry y Benjamin Parry, sucesivamente obispos de Ossory, y Lady Frances Brudenell .
Durante las excavaciones en el siglo XIX se encontró una fuente anglo-normanda que data del siglo XII y ahora se exhibe en la iglesia.

## Torre
La torre de la iglesia data del siglo XVII. La necesidad de mantener esta estructura en buen estado siempre fue una carga para los fondos de la parroquia. Fue reparada en 1637, y pagado por el Gremio de Santa Ana, pero en 1669 parte de él se derrumbó sobre el techo de la iglesia y tuvo que ser reconstruido. El gremio contribuyó con 250 libras esterlinas al costo de la reconstrucción. En 1826, la torre fue remodelada por Henry Aaron Baker, pero a finales de siglo se encontraba nuevamente en un estado peligroso. Se llevaron a cabo algunos trabajos de reparación en 1916 después de un llamamiento del arzobispo de Dublín, pero no fue hasta la importante restauración de 1982 que la torre quedó a salvo.
La torre alberga seis campanas, tres de las cuales son las campanas más antiguas de Irlanda, y datan de 1423. Las campanas se tocaron para el Ángelus y después de la Reforma continuaron tocándose todas las mañanas y tardes para llamar a la gente a su trabajo. Dos campanas de la torre fueron fundidas por John Murphy de Dublín en 1864 y 1880, y la triple estaba fechada en 1790 y procedía de Glasgow . Debido al frágil estado de la torre no se tocaron entre 1898 y 1983. Después de reforzar la torre con hormigón, se hizo una revisión importante de las campanas. Tres de las campanas fueron refundidas, y el tenor fue refundido en memoria de Alexander E. Donovan (1908-1982), quien estaba estrechamente relacionado con la iglesia. Ahora suenan todas las semanas.
El reloj actual en la torre de la iglesia proviene de la iglesia de San Pedro en la calle Aungier, después de que esta iglesia fuera demolida en la década de 1980. La esfera del reloj data de la década de 1820.

## Cementerio
El antiguo cementerio en desuso de St Audoen's se ha convertido en un campo de recreo. Muchos notables fueron enterrados allí, incluidos obispos y alcaldes de la ciudad y miembros de las familias de Ball, Bath, Blakeney, Browne, Cusack, Desminier, Fagan, Foster, Fyan, Gifford, Gilbert, Malone, Mapas, Molesworth, Penteny, Perceval., Quinn, Talbot y Ussher. Christopher Teeling McCready (1836-1913), asistente del párroco, recopiló genealogías detalladas de algunas de estas familias en siete volúmenes escritos a mano, que ahora se encuentran en la Biblioteca de Marsh .
Entre los enterramientos dentro de la iglesia y el cementerio se encuentran los de:
- Bartholomew Ball
- Margaret Ball
- Nicholas Ball
- Lady Frances Brudenell
- John Bysse
- Adam Cusack
- Paul Davys
- Paul Davys, 1st Viscount Mount Cashell
- Sir William Davys
- Robert Molesworth, 1st Viscount Molesworth
- Sir Thomas Molyneux
- William Molyneux
- Benjamin Parry
- Edward Parry
- John Parry
- Philip Perceval
- Sir James Somerville, 1st Baronet
- Peter Talbot

## Eventos históricos
El 11 de marzo de 1597 una gran explosión accidental de pólvora en uno de los muelles cercanos dañó la torre de St. Audoen's.
En la década de 1640, en el momento de la Rebelión Confederada Católica, los burgueses de la ciudad podían ver desde la torre de la iglesia las fogatas de sus oponentes a lo lejos.
En 1733, un concejal popular, Humphrey Frend, fue repuesto por gran mayoría en una elección, y se quemaron dos barriles de brea como celebración en la parte superior de la torre.
El irlandés unido Oliver Bond fue elegido guardián de la iglesia del ministro en 1787 (aunque era presbiteriano, la iglesia establecida tenía derecho a nombrar residentes locales para los deberes de la iglesia). Otro irlandés unido cuya familia tenía una larga asociación con la iglesia fue James Napper Tandy, nacido en el número 5 de Cornmarket y bautizado como 'James Naper Tandy' el 16 de febrero de 1739. Fue guardián de la iglesia en 1765 y desempeñó un papel importante en la vida de la ciudad antes del Acta de Unión en 1801.
En 1793 se envió una petición desde la sacristía solicitando la remoción de la policía por gastos e ineficiencia, y el regreso del vigilante nocturno originalmente designado por la parroquia.

## Órgano
La iglesia de St Audoen alberga un excelente órgano construido en 1885 por la firma Forster and Andrews, de Hull. El órgano fue restaurado en 2004 por Trevor Crowe. El órgano mantiene su fuelle manual original y todavía se puede tocar sin electricidad.